# Grammaticaliteit
Grammaticaliteit (het tegenovergestelde is ongrammaticaliteit of agrammaticaliteit) is een begrip dat op taaluitingen wordt toegepast om aan te geven in hoeverre ze in grammaticaal opzicht aanvaardbaar zijn. In de grammatica is dit begrip een soort tegenhanger van het begrip norm in de sociolinguïstiek. Door taalkundigen zoals Noam Chomsky is grammaticaliteit omschreven als "de tegenhanger van acceptabiliteit op het semantische niveau". Ter illustratie: de volgende twee zinnen zijn in grammaticaal opzicht beide acceptabel, terwijl in semantisch opzicht alleen de eerste zin acceptabel is, tenzij er in de tweede zin sprake is van zeer zwaar gekunstelde beeldspraak:
- De diep bedroefde schilder.
- Het diep bedroefde schilderij.

Volgens de generatieve taalkunde is grammaticaliteit - in ieder geval voor moedertaalsprekers van de betreffende taal -een kwestie van taalkundige intuïtie. Deze intuïtie maakt deel uit van het algemenere proces van taalverwerving. Volgens andere taalkundigen wordt grammaticaliteit (en daarmee ook de zinsstructuurgrammatica) als minder belangrijk gezien ten opzichte van bepaalde andere (bijvoorbeeld sociale) aspecten van het proces van taalverwerving en -verwerking. In de normatieve grammatica's van gecontroleerde natuurlijke talen wordt grammaticaliteit daarentegen als een expliciete consensus beschouwd.